# Илькевич, Григорий Степанович
Григорий  Степанович Илькевич (1803—1841) — украинский писатель, изучавший песни, пословицы и суеверия своего народа.

## Биография
Был одним из основателей и деятельных членов кружка галичан-студентов Львовского университета, возникшего в начале 1830-х с целью возродить галицкую народность и литературу (в этот кружок входили Шашкевич, Вагилевич, Головацкий и др.). Статьи Илькевича вошли в известный сборник «Днестровская Русалка» (1837). Отдельно Илькевич издал «Галицкие приповедки и загадки» (1841), куда вошли до 2700 пословиц.